# Mazhar Fuat Özkan
Mazhar Fuat Özkan, également connu sous l'acronyme MFÖ, est un groupe de pop rock turc. Il est composé des chanteurs Alanson Mazhar, Güner Fuat et Özkan Uğur.

## Biographie
En 1984, année de sa création, MFÖ publie son premier album studio, Ele Güne Karşı Yapayalnız, qui sera un vrai succès. Néanmoins, MFÖ explique qu'il a été initié en 1971 lorsque Özkan Uğur jouait pour la première fois avec Mazhar et Fuat. Le nom du groupe est repris des noms de famille des trois protagonistes.
Le trio représente la Turquie au Concours Eurovision de la chanson à deux reprises : en 1985 à Göteborg, en Suède, où ils terminent à la 14e place avec la chanson Didai Didai Dai, et en 1988 à Dublin, en Irlande, en interprétant la chanson Soufie avec laquelle ils finissent à la 15e place. Le groupe a chanté quelques chansons en français.
En 2017, ils jouent au Zorlu Center Meydan Katı Park.

## Discographie
- 1984 : Ele Gune karşı
- 1985 : Aşık Oldum / I Fell In Love
- 1985 : Peki Peki Anladık
- 1986 : Vak the Rock
- 1987 : Pas de problème
- 1989 : The Best of FMO
- 1990 : Geldiler
- 1992 : Rüşvet Agannaga
- 1992 : Yolumdan Dönmem
- 1995 : M.V.A.B.
- 2003 : FMO
- 2003 : Collection
- 2006 : AGU
- 2011 : Ve MFÖ
- 2017 : Kendi Kendine